# Stadio Renzo Tizian
Lo stadio Renzo Tizian è un impianto sportivo di San Bonifacio (VR).
In tale impianto disputa i propri incontri interni la Sambonifacese